# Fernand Delarge
Fernand Delarge (* 5. April 1903 in Lüttich; † 7. September 1960) war ein belgischer Boxer.
Er nahm 1924 an den Olympischen Sommerspielen in Paris teil. Anschließend wechselte er in den Profisport und wurde 1926 mit einem Sieg gegen Herman van ’t Hof Europameister. Nach zwei erfolgreichen Titelverteidigungen verlor er 1927 gegen Max Schmeling.
Sein Bruder Jean war ebenfalls Boxer.